# Alguien que cuide de mí
Alguien que cuide de míés una pel·lícula de comèdia dramàtica espanyola del 2023 dirigida i escrita per Daniela Fejerman i Elvira Lindo protagonitzada per Aura Garrido i Emma Suárez.

## Argument
Ambientada a Madrid, la trama segueix la tensa relació entre tres generacions d'actors: Nora, la seva mare Cecilia i la seva àvia Magüi, subratllada per un gran secret que Cecilia ha ocultat a Nora.

## Repartiment
- Aura Garrido com a Nora[3]
- Emma Suárez com a Cecilia[3]
- Magüi Mira com a Magüi[3]
- Pedro Mari Sánchez[2]
- Francesc Garrido[2]
- Víctor Clavijo[2]
- María Isabel Díaz Lago[2]
- Carlos Olalla[2]

## Producció
La pel·lícula està basada en una història original d'Elvira Lindo titulada provisionalment Lo que nunca te dije. Ha estat produïda per Tornasol Media i Lo que nunca te dije AIE, amb la participació de RTVE, i Movistar Plus+, hamb l'ajuda del Govern de Navarra i suport de l'ICAA. Va ser rodat d'abril a maig de 2022 principalment a Pamplona, Navarra.

## Estrena
Alguien que cuide de mí es va estrenar com a pel·lícula d'obertura de la selecció oficial del 26è Festival de Cinema de Màlaga (fora de competició) el 10 de març de 2023. Distribuïda per A Contracorriente Films, es va estrenar a les sales d'Espanya el 28 Abril 2023.

## Reconeixements
| Any  | Premi                               | Categoria                   | Nominat        | Resultat | Ref   |
| ---- | ----------------------------------- | --------------------------- | -------------- | -------- | ----- |
| 2024 | XXXII Premis de la Unión de Actores | Millor actor de repartiment | Víctor Clavijo | Pendent  | [ 8 ] |